# 中2の男子と第6感
『中2の男子と第6感』（ちゅうにのだんしとだいろっかん）は、福満しげゆきによる日本の漫画作品。『週刊ヤングマガジン』（講談社）にて、2014年24号（2014年5月12日発売）から2017年1号（2016年12月5日発売）まで連載された。
頁数は一話につき4頁と短く、序盤は、不登校の主人公「中2」と謎のメガネ女子「師匠」のコミカルなやり取りが一話完結風に描かれるが、物語の進行と共に登場人物たちの特殊な事情が明かされていく、サスペンス要素の強い作品でもある。

## ストーリー
学校でイジメにあっている「中2」の男子は、過酷な暴力と孤独に耐えるため、頭の中に空想の人間（イマジナリー・フレンド）を思い浮かべて、かけてもらいたい言葉を喋らせる日々を送っていたが、ある日、自分のイメージの産物でしかなかった架空の女子が、自我を持って勝手に喋り始めていることに気がつく。女子はイジメに立ち向かうため、不登校の中2に格闘技やマンガの特訓を施す「師匠」となり、学校に復帰するための策を練ることになる。
すると、実在しないはずの師匠に過去の記憶があることが判明し、また2人が会話の中でたまたまイメージした美人とそっくりな女性（「お姉さん」）と現実にすれ違う。さらにお姉さんの「妹」はメガネを外した師匠と同じ容姿で、毎晩夢で中2と師匠のやり取りを眺めていた。妹が中2たちを探した結果、4人は一堂に会することになり、師匠は妹が自分の「本体」であることを確信する。
その後、中2は妹とともに覆面をかぶって悪を成敗する「中2マスク」として活動するようになる。やがてイジメ相手たちにも立ち向かえるようになり、中学校に復学を果たした中2。しかし師匠は消えること無く、その後も中2と共に人生を過ごすようになった。

## 書誌情報
- 福満しげゆき 『中2の男子と第6感』 講談社〈ヤンマガKCスペシャル〉、全4巻
  1. 2015年4月6日発売[1]、ISBN 978-4-06-382575-6
  2. 2015年12月4日発売[2]、ISBN 978-4-06-382712-5
  3. 2016年7月6日発売[3]、ISBN 978-4-06-382818-4
  4. 2017年2月6日発売[4]、ISBN 978-4-06-382920-4

## 作中で言及されている他の作品
- シックス・センス - タイトルの元[5]。
- ファイトクラブ - 『僕の小規模な失敗』でも言及がある。
- タクシードライバー
- ホーリーランド
- ジョジョの奇妙な冒険